# Борошняне масло
Борошняне масло (масло «маньє», бер маньє́, фр. beurre manié) — кулінарний напівфабрикат, масло, перетерте з борошном приблизно в рівних кількостях. Винахід французької кухні, застосовується для швидкого загущування гарячих соусів, і навіть в гарнірування припущених овочів та рагу.
Масло готують з нерозпущеного масла, ретельно розтираючи його виделкою з борошном дрібного помелу до однорідного стану. Для приготування соусів або підливок бер маньє додають у гарячий соус і доводять до кипіння при постійному помішуванні до відповідної густини. За допомогою борошняного масла можна приготувати, на основі томатного пюре, томатний соус. Оґюст Ескоф'є не рекомендував довго кип'ятити соус з додаванням борошняного масла, щоб уникнути появи неприємного борошняного присмаку. Отриманий соус потрібно процідити. У «Кухарському мистецтві» 1902 року П. М. Зеленко наводить приклади приготування соусів з борошняного масла на основі соку і жиру, що утворився при смаженні біфштексів, філе судака або нирок у білому вині.